# Relentless Retribution
Relentless Retribution è il sesto album in studio del gruppo musicale thrash metal statunitense Death Angel, pubblicato nel 2010.

## Tracce
1. Relentless Revolution – 4:28
2. Claws In So Deep – 7:44
3. Truce – 3:31
4. Into the Arms of Righteous Anger – 4:31
5. River of Rapture – 4:35
6. Absence of Light – 4:32
7. This Hate – 3:33
8. Death of the Meek – 5:15
9. Opponents at Sides – 6:21
10. I Chose the Sky – 4:06
11. Volcanic – 3:34
12. Where They Lay – 4:30

## Formazione
Gruppo
- Mark Osegueda - voce
- Rob Cavestany - chitarre, voce
- Ted Aguilar - chitarre
- Damien Sisson - basso
- Will Carroll - batteria

Collaboratori
- Jason Suecof - chitarra (3)
- Rodrigo y Gabriela - chitarra acustica (2)